# Istituzioni di Giustiniano
Le Istituzioni di Giustiniano (in latino: Institutiones) sono un'opera didattica, di sintesi ragionata, destinata agli studenti del diritto nelle scuole dell'impero, contenente anche il diritto non più vigente e quello caduto in desuetudine. Risulta suddivisa in 4 libri. Fu voluta dall'imperatore Giustiniano e rappresenta una delle parti di cui si compone il Corpus iuris civilis.
L’imperatore accordò valore di legge alle norme in essa contenute che non fossero state abrogate o fossero desuete, rendendo così i precetti esposti, suscettibili di applicazione giudiziaria.
La realizzazione materiale dell'opera è da attribuire ai giuristi Triboniano, Teofilo e Doroteo, ai quali Giustiniano affidò il compito di redigere un'opera elementare destinata agli studenti del diritto nelle scuole dell'impero. Essa è indirizzata alla cupida legum iuventus.
L'opera venne pubblicata il 21 novembre 533 con la costituzione Imperatoriam.

## Fonti delle Istituzioni
Dalla lettura della costituzione Imperatoriam si evince che le principali fonti utilizzate dai redattori dell'opera sono state:
- Istituzioni di Gaio;
- Res cottidianae di Gaio;
- Istituzioni di Paolo;
- Alii multi commentarii dai quali sono tratti numerosi frammenti.

## Struttura dell'opera e come veniva utilizzata
La struttura dell'opera riprende la distinzione in quattro libri delle Istituzioni di Gaio.
- Il primo libro tratta delle personae;
- Il secondo libro tratta delle res (la proprietà e le successioni testamentarie);
- Il terzo libro tratta delle obligationes (la successione legittima e le obbligazioni da atto lecito, cioè, le obbligazioni contrattuali);
- Il quarto libro tratta delle actiones (obbligazioni da atto illecito, detti delitti, le azioni e il diritto criminale).

Ciascun libro è suddiviso in titoli ed ogni titolo ha una propria rubrica.
Questa opera veniva occasionalmente usata per la pratica forense ma il suo utilizzo maggiore era per gli studenti di primo anno di diritto.